# 坚强之勇者
坚强之勇者（日语：強き者よ）是SKE48的出道单曲。分为通常盘与剧场盘两种式样。于2009年8月5日由Lantis发售，由萬代影視负责销售。

## 概要
- 首张以SKE48名义发售的单曲。
- 未采取AKB48的选拔组制度，而是以队为单位进行了录制。
- PV是于中部国际机场中的机库等地拍摄的。

## 收录曲目

### 通常盘
1. 坚强之勇者
（作词：秋元康　作曲：上田晃司　编曲：野中“まさ”雄一）
东京电视台系《真魔神 冲击！Z篇 on television》片尾主题曲

1. 坚强之勇者（Instrumental）

DVD
- 第一次SKE48 vs AKB48 大比拼
- 祝SKE48首张CD发行 AKB48前田敦子祝贺信息

特典
- SKE48成员生写真
- 发售纪念特别活动申请券

### 剧场盘
1. 坚强之勇者（teamS ver.）
2. 坚强之勇者（teamKII ver.）
3. 坚强之勇者（Instrumental）

DVD
- 《坚强之勇者》PV
- Making of 坚强之勇者

特典
- 握手会参加券（SUNSHINE SAKAE、AKB48剧场）
- 特别活动参加抽奖券
- 特别公演参加抽奖券

## 选拔成员
（中心：松井珠理奈）
- 大矢真那、小野晴香、桑原みずき、新海里奈、高井つき奈、高田志织、出口陽、中西優香、平田璃香子、平松可奈子、松井珠理奈、松井玲奈、松下唯、森紗雪、矢神久美、山下もえ